# Stephen King
Stephen Edwin King (Portland, 21 de setembro de 1947) é um escritor norte-americano de terror, ficção sobrenatural, suspense, ficção científica e fantasia. Os seus livros já venderam mais de 400 milhões de cópias, com publicações em mais de 40 países. É o 9º autor mais traduzido no mundo. Muitas de suas obras foram adaptadas em filmes, minisséries, séries de televisão e quadrinhos. King já publicou 60 romances, incluindo 7 sob o pseudônimo de Richard Bachman, 12 coletâneas de contos e 6 livros de não ficção. Ele já escreveu cerca de 200 contos, a maioria dos quais foram publicados em coleções de livros.
Embora seu talento se destaque na literatura de terror/horror, escreveu algumas obras de qualidade reconhecida fora desse gênero e cuja popularidade aumentou ao serem levadas ao cinema, como nos filmes Conta Comigo, Um Sonho de Liberdade (contos retirados do livro Quatro Estações), Christine, Eclipse Total, À Espera de um Milagre, entre outros. O seu livro, The Dead Zone, originou a série da FOX com o mesmo nome. O próprio King já escreveu roteiros de episódios para séries, como Arquivo X, em que ele escreveu o roteiro do episódio "Feitiço", da 5ª temporada.
King recebeu diversos prêmios, incluindo Bram Stoker Award, World Fantasy Award e British Fantasy Society. Em 2003, a National Book Foundation lhe concedeu a Medalha por Contribuição de Destaque à Literatura dos EUA. Ele também recebeu prêmios por sua contribuição para a literatura em toda a sua obra, como o World Fantasy Award em 2004, e o Mystery Writers of America em 2007. Em 2015, King recebeu a Medalha Nacional das Artes do National Endowment for the Arts, por suas contribuições para a literatura. Ele foi descrito como o "Rei do Terror".

## Biografia

### Primeiros anos
Quando Stephen tinha apenas 2 anos, seu pai, Donald Edwin King (nascido em cerca 1913 no Indiana), abandonou a família. Sua mãe, Nellie Ruth Pillsbury, criou sozinha King e seu irmão mais velho adotivo David, muitas vezes passando por graves dificuldades financeiras. A família se mudou para a cidade natal de Ruth, Durham, Maine mas também passaram vários períodos em De Pere, Wisconsin, Fort Wayne, Indiana e Stratford, Connecticut.
Ainda criança, testemunhou um acidente horrível — um de seus amigos ficou preso em uma ferrovia e foi atropelado por um comboio. Muitas pessoas falam que isso inspirou seu lado negro e suas criações perturbadoras, mas ele mesmo descarta essa ideia. King era um leitor fanático dos quadrinhos EC's horror comics incluindo Tales from the crypt, que estimulou seu amor pelo terror. Na escola, ele escrevia histórias baseadas nos filmes que assistia e as copiava com a ajuda de seu irmão David. King as vendia aos amigos, mas seus professores desaprovaram e o forçaram a parar.
De 1966 a 1971, Stephen estudou Inglês na Universidade do Maine, onde ele escrevia uma coluna intitulada "King's Garbage Truck" para o jornal estudantil, o Maine Campus. Ele conheceu Tabitha Spruce lá e se casaram em 1971. O período que passou no campus influenciou muito em suas histórias, e os trabalhos que ele aceitava para poder pagar pelos seus estudos inspiraram histórias como "The Mangler" e o romance "Roadwork" (como Richard Bachman). King ensinou na Academia Hampden em Hampden, Maine. Ele e sua família moravam em um trailer, e ele escreveu histórias curtas, a maioria para revistas masculinas. Como é relatado na introdução de Carrie, se um de seus filhos ficasse resfriado, Tabitha brincava, "Rápido, Steve, pense em um monstro".

### Notoriedade

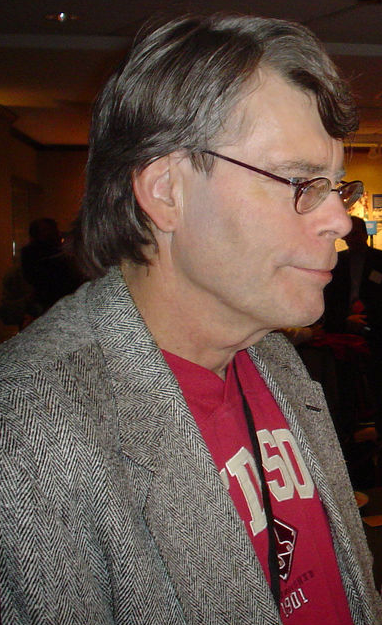
Stephen King

Stephen logo começou a escrever romances. Uma de suas primeiras ideias era uma moça jovem com poderes psíquicos, mas ele descartou a ideia. Sua esposa resgatou os esboços do lixo e o encorajou a voltar a escrever sobre isso. Após terminar o romance, ele o intitulou "Carrie" e mandou para a Doubleday. Ele recebeu US$ 2 500 adiantados (não muito para um romance, mesmo naquela época), mas os direitos autorais fizeram com que ele recebesse US$ 200 000 posteriormente.
King admitiu que nessa época ele desenvolveu uma grave dependência com álcool e que foi alcoólatra por mais de uma década. Ele também constatou que baseou o personagem Jack Torrance, do livro O Iluminado, nele mesmo. Sua família e amigos intervieram, jogando fora, na sua frente, todos os seus vícios. Stephen King cortou o álcool e qualquer tipo de droga por volta de 1980 e se mantem sóbrio desde então.
Em 1999, Stephen King sofreu um acidente gravíssimo. Foi atropelado durante uma de suas caminhadas nos arredores de sua casa de veraneio, no Estado do Maine, por um motorista distraído. Sofreu traumatismo craniano, fraturas múltiplas na perna direita e perfurações em um dos pulmões. Foi submetido a três cirurgias.

## Vida pessoal

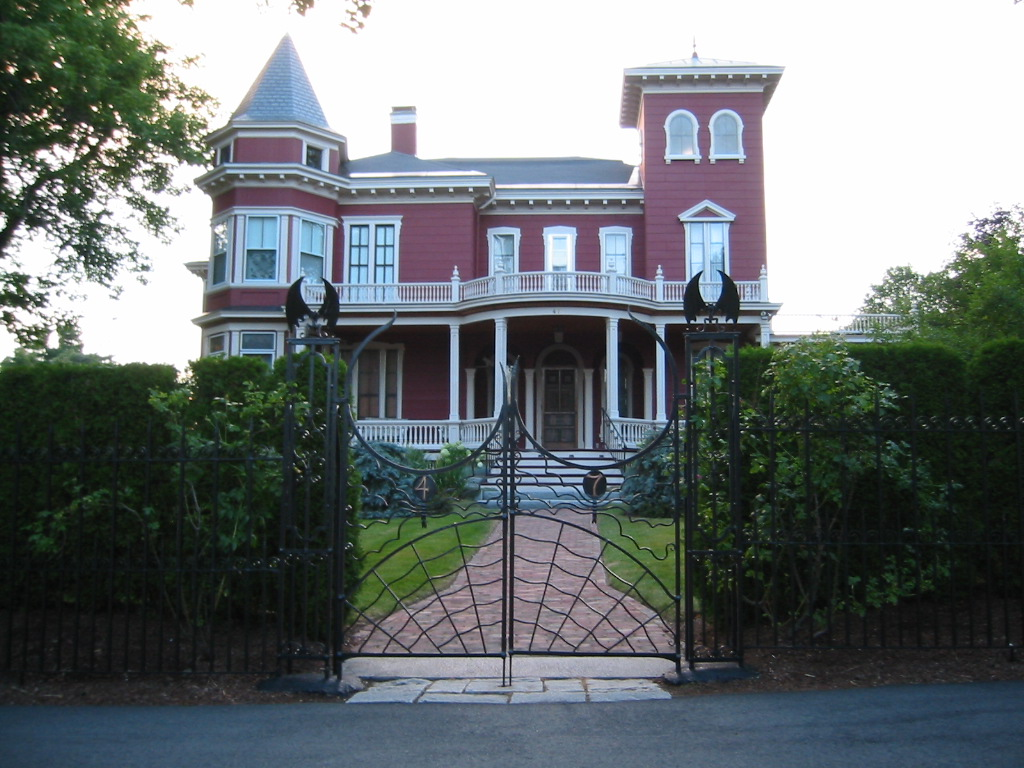
Casa de Stephen King em Bangor, Maine.

King se casou com Tabitha Spruce em 2 de janeiro de 1971. Ela também é romancista e ativista filantrópica. O casal possui e divide seu tempo entre três casas: uma em Bangor, Maine (que se tornará um museu e um retiro para escritores); um em Lovell, Maine; e no inverno, uma mansão à beira-mar localizada no Golfo do México, em Sarasota, Flórida. Eles têm três filhos (uma filha e dois filhos), além de quatro netos. A filha deles, Naomi, é uma ministra da Igreja Universalista Unitária em Plantation, Flórida, com sua parceira lésbica, Rev. Dr. Thandeka. Os dois filhos são autores: Owen King publicou sua primeira coleção de histórias, We're All in This Together: A Novella and Stories, em 2005. Joseph Hillstrom King, que escreve como Joe Hill, publicou uma coleção de histórias curtas, 20th Century Ghosts, em 2005. Seu romance de estreia, Heart-Shaped Box (2007), foi escolhido pela Warner Bros.
No início dos anos 1970, King desenvolveu um problema com alcoolismo que o atormentaria por mais de uma década. Logo após o lançamento de Carrie, em 1974, a mãe de King morreu de câncer uterino; King escreveu sobre seu grave problema com a bebida naquele momento, afirmando que estava bêbado enquanto fazia o discurso no funeral de sua mãe.:69 Os vícios de King por álcool e outras drogas foram tão graves durante a década de 1980 que, como reconheceu em On Writing, em 2000, que ele mal consegue se lembrar de escrever Cujo.:73 Logo após a publicação do romance, a família e os amigos de King fizeram uma intervenção, jogando no tapete diante de si evidências de seus vícios retirados de seu escritório, incluindo latas de cerveja, bitucas de cigarro, gramas de cocaína, Xanax, Valium, antitússicos, dextrometorfano (remédio para tosse) e maconha. Como King relatou em suas memórias, ele então procurou ajuda, largou todas as drogas (incluindo álcool) no final dos anos 1980 e permaneceu sóbrio desde então.:72 O primeiro romance que ele escreveu depois de ficar sóbrio foi Needful Things.

## Filantropia
King declarou que doa aproximadamente quatro milhões de dólares por ano "para bibliotecas, bombeiros locais que precisam de equipamentos atualizados para salvar vidas, escolas e várias organizações que apoiam as artes".
A Fundação Stephen e Tabitha King, presidida por King e sua esposa, ocupa a sexta posição entre instituições de caridade do Maine em termos de doação média anual, com mais de 2,8 milhões de dólares em doações por ano, segundo a The Grantsmanship Center.
Em novembro de 2011, a Fundação STK doou setenta mil dólares em fundos correspondentes por meio de sua estação de rádio para ajudar a pagar as contas de aquecimento para famílias carentes em sua cidade natal, Bangor, Maine, durante o inverno.